# Anita Salomonsson
Anita Lilian Augusta Salomonsson, född 10 september 1935 i Hjoggböle i Bureå församling i Västerbotten, är en svensk författare. 
Anita Salomonsson, som är socionom, debuterade som 59-åring med romanen Änglabilder. Den handlar till stor del om hennes hemtrakter, som hon senare ofta återvänt till i sina böcker.  Hon är bosatt i Umeå.

## Priser och utmärkelser
- 1995 – Rörlingstipendiet
- 1995 – Landsbygdens författarstipendium
- 2001 – Olof Högberg-plaketten
- 2002 – Minervabelöningen (Umeå kommuns kulturstipendium) [2]
- 2004 – Lars Ahlin-stipendiet
- 2005 – Filosofie hedersdoktor vid Umeå universitet
- 2007 – Albert Bonniers stipendium
- 2014 – Hedenvind-plaketten